# Čivčije Bukovičke
Čivčije Bukovičke (szerbül: Чивчије Буковичке), település Bosznia-Hercegovinában, a Szerb Köztársaság északi régiójában Doboj községben. 

## Fekvése
A település Bosznia-Hercegovina északi részén, Dobojtól légvonalban 7, közúton 10 km-re északnyugatra, a Krnjin régió szélén, a Boszna-folyó bal partján, 135 méteres magasságban található.

## Népessége
| Nemzetiségi csoport | Népesség 1991 | Népesség 2013 |
| ------------------- | ------------- | ------------- |
| Szerb               | 219           | 295           |
| Bosnyák             | 767           | 386           |
| Horvát              | 4             | 0             |
| Jugoszláv           | 6             | 0             |
| Egyéb               | 21            | 6             |
| Összesen            | 1017          | 687           |

## Története
A település neve 1785-ből származik, melyről megállapították, hogy az eredete a török çiftçi (földműves) szóra megy vissza. A Bukovičke/Bukovačke megkülönböztető melléknevet csak a huszadik században kapta és a szintén Dobojhoz tartozó Čičvije Osječanskétól különbözteti meg. Egykor ugyanis a település Velika Bukovicához tartozott. Az 1850-től végzett népszámlálások azt mutatják, hogy Čivčijét szinte a kezdetektől fogva túlnyomórészt bosnyák lakosság lakta, de jelentős számú ortodox szerb (Trnavljani falu), valamint kis számban katolikusok és mások is éltek ott.
A település 1878-ig tartozott az Oszmán Birodalomhoz, ekkor a berlini kongresszus határozata alapján az Osztrák-Magyar Monarchia része lett. 1879-ben az első osztrák-magyar népszámlálás során a Tešanjii járáshoz tartozó Čifčije településnek 24 háztartása, 103 muszlim és 39 ortodox lakosa volt. 1910-ben a Tešanji járáshoz tartozó Čifčije településen 39 háztartást, 178 muszlim, 69 ortodox és 3 római katolikus lakost találtak. A monarchia szétesésével 1918-ban előbb a Szerb-Horvát-Szlovén Királyság, majd 1929-től a Jugoszláv Királyság része lett. Az 1929-es törvény értelmében, amikor Bosznia-Hercegovinát négy banovinára, Drinskára, Vrbaskára, Zetskára és Primorskára osztották, a település a Vrbaska banovina része lett, amelynek székhelye Banja Luka volt.
A második világháborúban Jugoszlávia megszállása után a Független Horvát Állam (NDH) része lett. A második világháború után 1992-ig a település a szocialista Jugoszlávia keretében a Bosznia-Hercegovinai Népköztársaság része volt. Az 1992-es boszniai háború, a szerb erők támadásai Dobojban, a szomszédos Grapska tragédiája sötét napokat hirdetett Bukovačke Čivčije számára is. A tömeges letartóztatások, üldöztetések és gyilkosságok, a terror és a félelem után, amelyben az emberek éltek, a falu sorsa 1993. június 24-én pecsételődött meg, amikor megmaradt nem szerb lakosait erőszakkal kitelepítették a Travnik melletti Turbéba. Mindent, amit évszázadokig építettek, kifosztottak és elvittek. Az új mecsetet, amelyet szinte a háború előestéjén építettek, szintén lerombolták. A boszniai háborút lezáró daytoni békeszerződés rendelkezése alapján az ország területét felosztották a Bosznia-hercegovinai Föderáció és a boszniai Szerb Köztársaság között. A békeszerződés utáni területmegosztási megállapodás értelmében a Boszniai Szerb Köztársasághoz és Doboj községhez került. Az első visszatérők 2001-ben érkeztek és ekkor szembesültek a teljes pusztulással. Időbe telt a házak újjáépítése, a mecsetet 2004-ben kezdték építeni.

## Nevezetességei
A mecsetet, mely nemcsak muszlimok, hanem ortodoxok és katolikusok adományaiból is épült, 1937 szeptemberében szentelték fel. A boszniai háború során a mecsetet aláaknázták és lerombolták. Az új mecsetet 2004. augusztus 15-én nyitották meg. Az imámi szolgálatot Mehmed Omerovic végzi.